# Juan Donoso Cortés

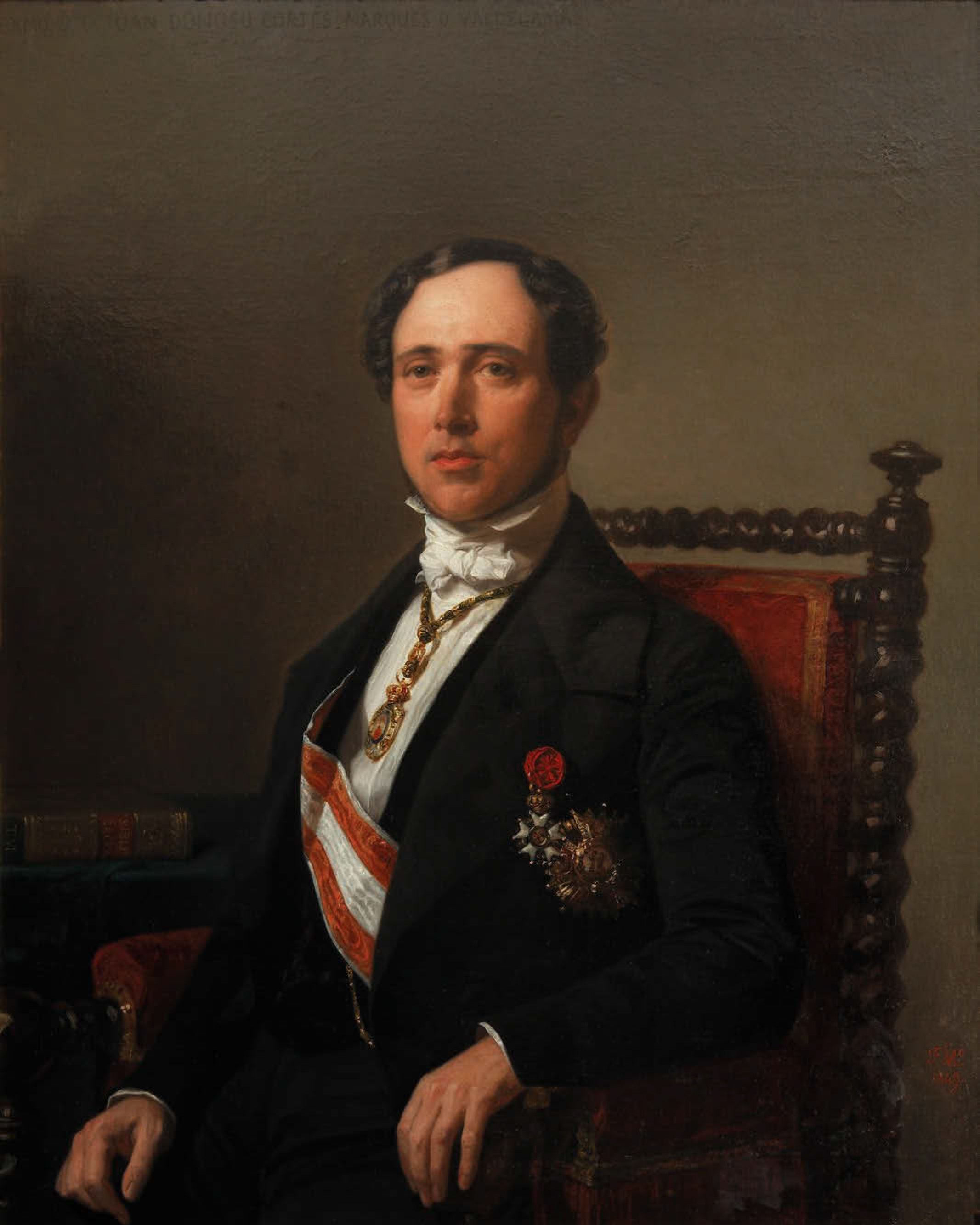
Juan Donoso Cortés,
Gemälde von Germán Hernández

Juan Francisco María de la Salud Donoso Cortés (* 6. Mai 1809 in Don Benito; † 3. Mai 1853 in Paris) war ein spanischer Diplomat, Politiker und Staatsphilosoph.

## Leben
Donoso Cortés war Sohn eines Rechtsanwaltes und Großgrundbesitzers und ein Nachfahre des Eroberers Hernando Cortés. 1820 nahm Donoso Cortés das Studium der Rechte, der Geschichte, der Philosophie und der Literatur auf. Zunächst studierte er in Salamanca, dann in Cáceres und später in Sevilla. Sein großes Talent brachte ihn schon im Alter von neunzehn Jahren auf den Lehrstuhl für Literatur und Ästhetik an der Universität Cáceres. Eine früh eingegangene Ehe endete schon bald durch den frühen Tod der Gattin.
1832 ging Donoso Cortés nach Madrid und widmete sich von nun an der Politik. 1840 verließ er mit der spanischen Königin-Mutter Christina das Land und lebte in den folgenden Jahren in Paris im Exil. 1843 war er führend an der Rückkehr der Königin-Mutter nach Spanien beteiligt. Seine Verdienste wurden durch Erhebung zum „Marqués (= Markgraf) de Valdegamas“ belohnt. Anfänglich dem Liberalismus zugeneigt, vollzog sich in Frankreich seine Hinwendung zum Katholizismus, die sich unter den für Donoso Cortés erschütternden Ereignissen der französischen Februarrevolution 1848 vollendete. Im November 1848 wurde er spanischer Gesandter in Berlin; ein Jahr später kehrte er in die Heimat zurück. In Berlin wurde er von Friedrich Wilhelm Joseph Schelling und Leopold von Ranke emphatisch gefeiert. Anfang 1849 hielt er dort eine flammende politische Rede aus tiefer katholischer Glaubenseinsicht heraus, die ihn weithin bekannt machte. Eine zweite aufsehenerregende Rede über die allgemeine Lage Europas erfolgte im Januar 1850, von der allein in Paris bereits bald 14.000 Exemplare verbreitet waren, und die dann ins Deutsche und Italienische übersetzt wurde. Kaiser und Könige, Dichter und Denker standen im Bann seiner Ausführungen, nicht zuletzt der greise Fürst Metternich. 1851 zog Donoso Cortés als Gesandter Spaniens nach Paris. Dort erschien sein Hauptwerk Essay über den Katholizismus, den Liberalismus und den Sozialismus. Am 3. Mai 1853 erlag Donoso Cortés einem schweren Herzleiden.

## Politische Theologie
Politische Theologie begreift Theologie als die immer schon anwesende und notwendige Grundlage von Politik. Diese These hatte ihren Ursprung in den Überlegungen der Anarchisten des 19. Jahrhunderts. Schon Proudhon vertrat die dann von Donoso Cortés aufgegriffene These, als Grundlage der Politik erblicke man stets die Theologie. Donoso Cortés brachte in seinem Essay über den Katholizismus, den Liberalismus und den Sozialismus die Quintessenz des politisch-theologischen Denkens auf den Punkt, als er deklarierte: „Jede große politische Frage schließt stets auch eine große theologische Frage in sich.“
Das Phänomen der Säkularisierung konnte Donoso Cortés einleuchtend erklären: Mit der Französischen Revolution (ab 1789) trete das willkürlich entscheidende Volk an die Stelle Gottes. Die Gewaltenteilung ersetze die Trinität. Anstelle des mit der Erbsünde belasteten Menschen trete der vollkommene Mensch mit einem absolut freien Willen auf. Daraus folge das allgemeine Wahlrecht in den modernen Demokratien und ein grundlegender Wandel des Rechtsbewusstseins, das sich in den modernen Ideologien von Liberalismus, Kommunismus, Sozialismus und anderen mehr verdichte, unter Ausschluss der Wahrheitsfrage. Donoso Cortés ordnete diese Ideologien der „philosophischen Zivilisation“ zu, die in ihrer antikatholischen Zielsetzung in unversöhnlichem Gegensatz zur katholischen Zivilisation stehe. Wahrheit komme nur aus der Offenbarung.
Einem deutschen Publikum wurden Donoso Cortés’ Ideen vor allem durch den Staatsrechtler Carl Schmitt („Politische Theologie. Vier Kapitel zur Lehre von der Souveränität.“ 1922) bekannt.

## Liberalismus und Diktatur
In seinem Hauptwerk, dem Essay über den Katholizismus, den Liberalismus und den Sozialismus, setzte sich Donoso Cortés kritisch mit dem Liberalismus und Sozialismus auseinander:
Für den Liberalismus, den Erben der Aufklärung des 18. Jahrhunderts, hatte Donoso Cortés nichts als Verachtung übrig. Ihn widert dessen Unfähigkeit, sich zu entscheiden, an: Der Liberalismus sage weder Ja noch Nein, sondern ziehe sich stets auf ein distingo zurück. Die liberale Ideologie der Diskussion übersehe, dass jedes Gespräch ein Fundament voraussetze, das nicht selbst zur -Diskussion stehen dürfe; ansonsten sei ein fruchtloses Geschwätz programmiert. Die Aristokratie mit ihren heroischen Tugenden der Selbstaufopferung werde im Liberalismus nur durch eine Plutokratie ersetzt, die den Gewinn zum Maßstab aller Dinge erhebe. Die Negation der Sünde schließlich könne nur den Nihilismus zur Folge haben, auf den sich die moderne Welt seit der Reformation, die das Zeitalter des Legitimitätsverlustes und der Revolutionen eingeleitet habe, unweigerlich zu bewege; der sozialistische Versuch, das Paradies auf Erden zu errichten, werde zudem aus ihr nur eine Hölle machen.
Mit seiner Rede über die Diktatur, die er am 4. Januar 1849 im spanischen Parlament hielt, erklärte sich Donoso Cortés unter dem Eindruck der Revolutionen in ganz Europa zum Befürworter diktatorischer Herrschaftsformen. Wenn legale Maßnahmen sich als nicht ausreichend erwiesen hätten, um die öffentliche Ordnung aufrechtzuerhalten, sei die Diktatur legitim und notwendig. Donoso Cortés sah die traditionelle Freiheit in Europa als tot und erledigt an und trat gegen die modernen politischen Massenbewegungen auf: 

„Die Frage besteht also, meine Herren, nicht zwischen der Freiheit und der Diktatur; bestünde sie zwischen Freiheit und Diktatur, so würde ich für die Freiheit stimmen, wie alle, die wir hier sitzen. Aber das Problem ist dieses: [...] Es handelt sich darum, zwischen der Diktatur des Aufstandes und der Diktatur der Regierung zu wählen. In diesem Fall erwähle ich die Diktatur der Regierung als die weniger drückende und weniger beleidigende. Es handelt sich um die Wahl zwischen der Diktatur von unten und der Diktatur von oben; ich erwähle die Diktatur von oben, weil sie aus reinlicheren und ausgeglicheneren Regionen kommt. Es handelt sich schließlich darum, zu wählen zwischen der Diktatur des Dolches und der Diktatur des Säbels. Ich erwählte die Diktatur des Säbels, weil sie die vornehmere ist.“

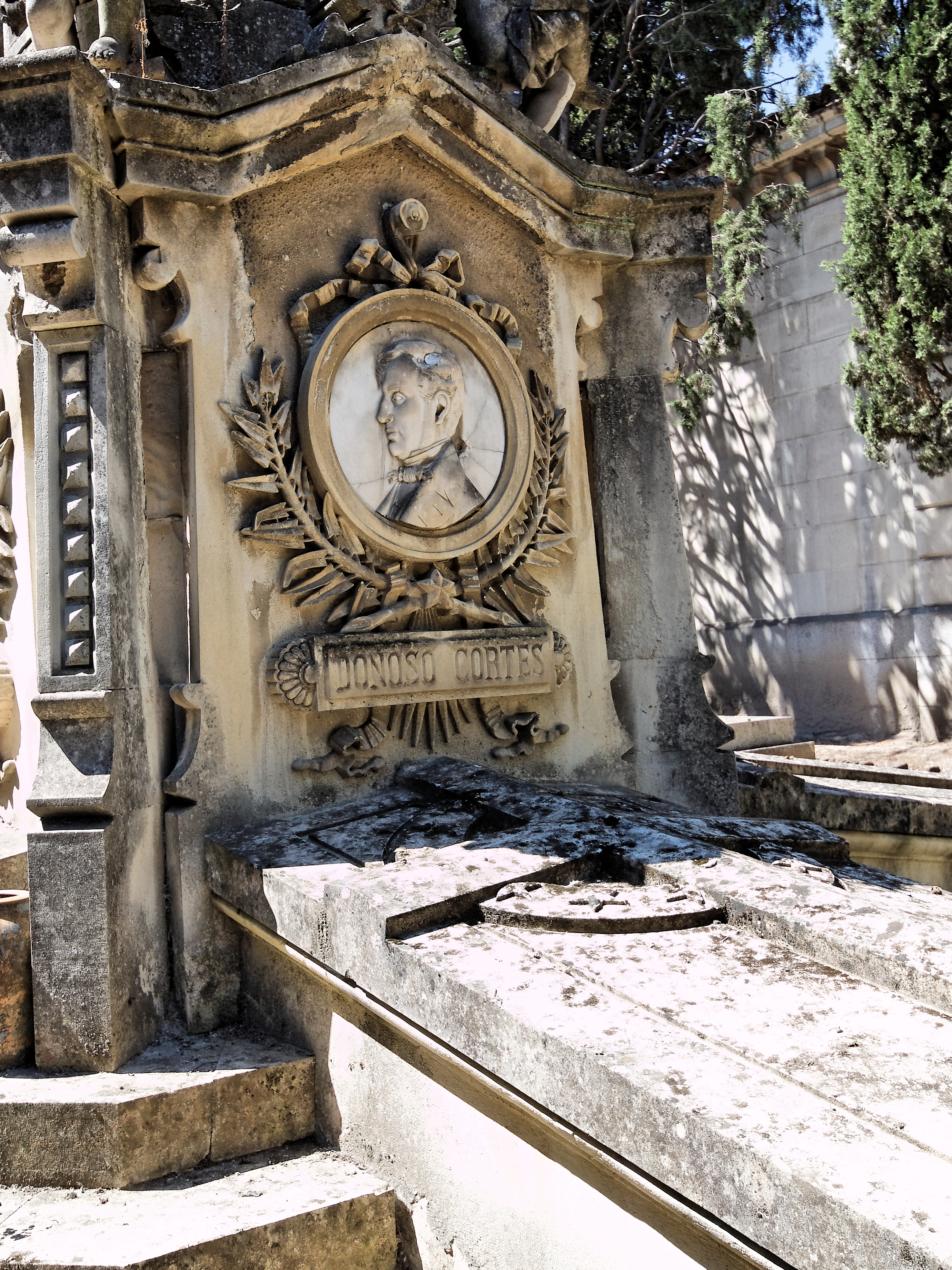
Grabmal von Donoso Cortés (Madrid).

Cortés wurde zum Vordenker moderner Diktaturen. Seine Gedanken fanden Rezipienten in Europa und Lateinamerika. In der Presse und im Liberalismus sah Donoso Cortés Kräfte, die den Staat gefährden. Cortés stand vor allem unter dem Eindruck der Revolution im Frühjahr 1848. Die Ereignisse, die eine Hoch-Zeit der Pressefreiheit brachten, waren für ihn sichere Anzeichen für den politischen und kulturellen Niedergang Europas. 1849 notierte er: „Die Diskussion ist die Visitenkarte, mit der der Tod reist, wenn er unerkannt bleiben will.“
Der unnützen, ja gefährlichen Diskussion stellt Cortés die Diktatur gegenüber. Ihre Legitimität sieht er darin begründet, dass angesichts der Zusammenballung der revolutionären Kräfte auch die ihnen opponierenden Kräfte das Recht auf Zusammenballung haben – zur Diktatur. Dieser Auffassung schließen sich bis heute rechtsgerichtete Militärdiktaturen an und begründen damit die Unterdrückung des Parlaments, der Presse sowie der Presse- und Meinungsfreiheit.
Carl Schmitt schrieb in Anlehnung an Cortés über das Bürgertum als diskutierende Klasse: „Eine Klasse, die alle politische Aktivität ins Reden verlegt, in Presse und Parlament, ist einer Zeit sozialer Kämpfe nicht gewachsen.“

## Werke (Auswahl)
- Juan Donoso Cortés: Essay über den Katholizismus, den Liberalismus und den Sozialismus. Herausgegeben und übersetzt von Günter Maschke. VCH, Weinheim 1989. (Originaltitel: Ensayo sobre el catholicismo, el liberalismo y el socialismo)
  - 3. vermehrte Auflage: Karolinger, Wien/Leipzig 2007, ISBN 978-3-85418-124-8.
- Juan Donoso Cortés: Über die Diktatur. Drei Reden aus den Jahren 1849/50. Herausgegeben, aus dem Spanischen übertragen und kommentiert von Günter Maschke, Karolinger Verlag, Wien 1996. 
  - 2. vermehrte Auflage: Karolinger, Wien/Leipzig 2018
- Juan Donoso Cortés: Die Hauptirrtümer der Gegenwart nach Ursprung und Ursachen, Denkschrift an Seine Eminenz Kard. Fornari, 19. Juni 1852; Wien 1932 (Hg. Karl Haselböck).

Gesammelte Werke:
- Obras de don Juan Donoso Cortés, Marqués de Valdegamas. Herausgegeben und mit einer vorangestellten biographischen Skizze versehen von Gavino Tejado. Band 1–5, Selbstverlag, Madrid 1854–1855 (Digitalisat,  Biblioteca Digital Hispánica, Spanische Nationalbibliothek).

## Belege
1. ↑  Mark D. Warden: Dunoso Cortés on Politics and Economics. In: Il Politico. Band 34, Nr. 4, 1969, S. 739.
2. ↑  Essay über den Katholizismus, den Liberalismus und den Sozialismus S. 596f.
3. ↑  Essay über den Katholizismus, den Liberalismus und den Sozialismus S. 517ff.
4. ↑  Essay über den Katholizismus, den Liberalismus und den Sozialismus S. 643
5. ↑  Essay über den Katholizismus, den Liberalismus und den Sozialismus S. 652f.
6. ↑  Essay über den Katholizismus, den Liberalismus und den Sozialismus S. 663f.
7. ↑  Essay über den Katholizismus, den Liberalismus und den Sozialismus S. 675f.
8. ↑  Donoso Cortés: Diktatur. Drei Reden. 2. Aufl. Karolinger Verlag, Wien/Leipzig 2018, ISBN 978-3-85418-185-9, S. 55

| Personendaten    | Personendaten                                                          |
| ---------------- | ---------------------------------------------------------------------- |
| NAME             | Donoso Cortés, Juan                                                    |
| ALTERNATIVNAMEN  | Donoso Cortés, Juan Francesco Maria de la Saludad (vollständiger Name) |
| KURZBESCHREIBUNG | spanischer Diplomat, Politiker und Staatsphilosoph                     |
| GEBURTSDATUM     | 6. Mai 1809                                                            |
| GEBURTSORT       | Don Benito                                                             |
| STERBEDATUM      | 3. Mai 1853                                                            |
| STERBEORT        | Paris                                                                  |